# De Helm

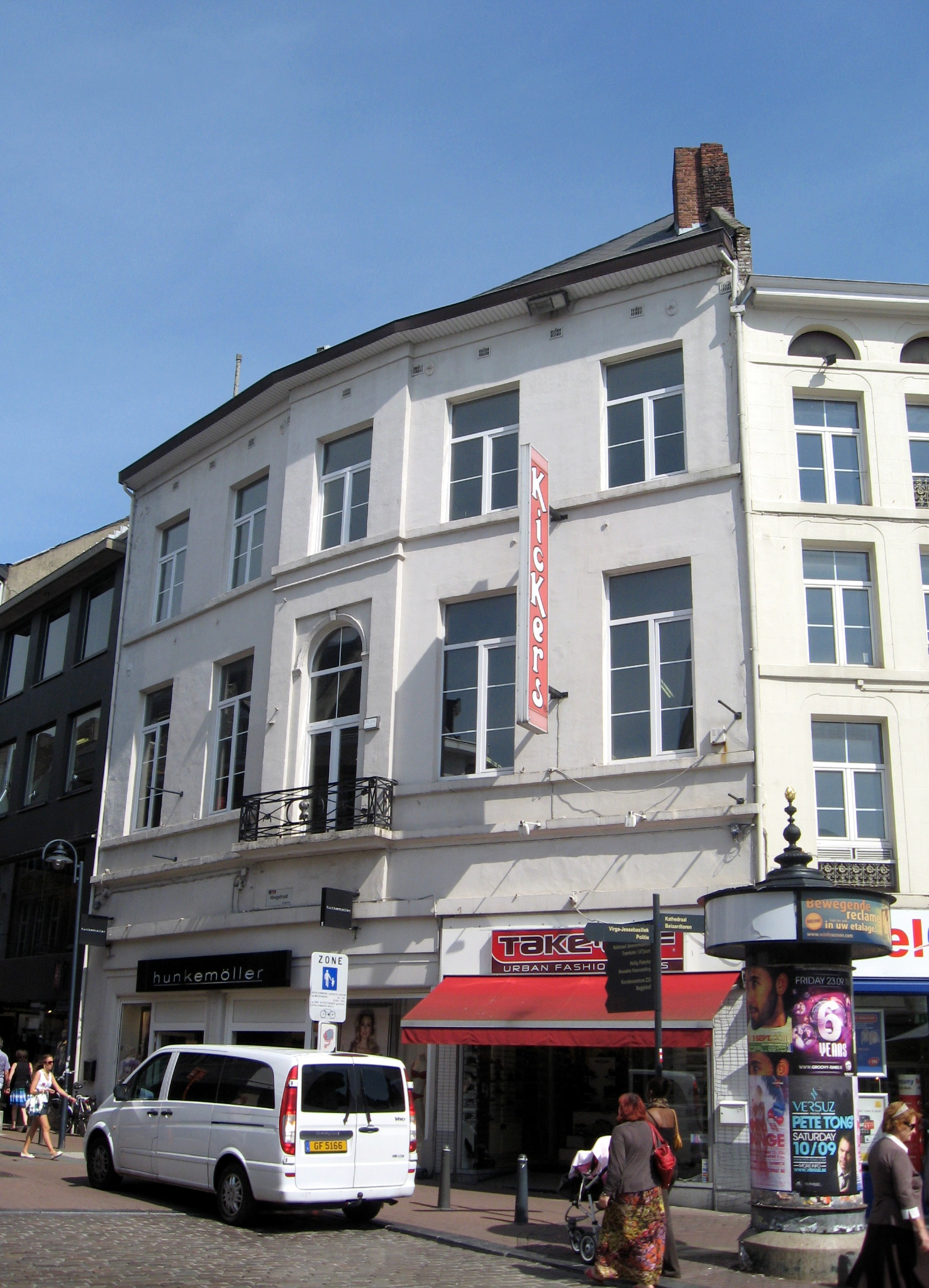
De Helm

De Helm (ook: De Gulden Helm) is een hoekhuis aan de Hoogstraat 1, hoek Grote Markt te Hasselt.

## Geschiedenis
Het huis werd al in 1367 vermeld en was, vanaf de 15e eeuw, een voorname herberg, waar ook Keizer Karel V eens heeft overnacht. In de 17e eeuw kwam de Edele Leenzaal van Kuringen, het hoogste gerechtshof van Loon, bijeen. Later werd het achtereenvolgens een meubelmakerij, een stoffenwinkel, een rentenierswoning en een warenhuis.
Een 17e-eeuwse houten helm, tegenwoordig bewaard in het Stadsmus, is mogelijk afkomstig van dit huis.

## Gebouw
Het huidige gebouw kent een ietwat gebogen gevel in naar empire zwemende stijl, uit de 1e helft van de 19e eeuw. De gevel is symmetrisch, met in de middelste travee een balkon op de eerste verdieping, en een risaliet. De benedenverdieping is gewijzigd in verband met de winkelbestemming. In 2002 werd het huis geklasseerd als monument.